# 克魯姆克
克魯姆克（英語：krumkake）是由麵粉、黄油、雞蛋、食糖和鮮奶油製成的曲奇。
克魯姆克是挪威人在聖誕節期間喜歡與咖啡一起食用的甜點。 麵糊由麵粉、奶油、雞蛋、糖、牛奶和一點小荳蔻組成。 每個餅用一匙麵糊， 舀到熱壓機上後，廚師合上熨斗， 幾秒鐘後，轉動壓力機烘烤另一面，當餅呈金黃色時，用抹刀迅速將其取出並滾到圓錐上。